# Dirk Skreber
Dirk Skreber (* 1961 in Lübeck) ist ein deutscher Künstler (Malerei, Objekte, Installationen, Video).
Von 1982 bis 1988 studierte er an der Kunstakademie Düsseldorf. Von 1992 bis 1994 war er Stipendiat der Günther-Peill-Stiftung Düren, von 1994 bis 1995 Gastprofessor an der Staatlichen Akademie der Bildenden Künste Karlsruhe. 2000 erhielt er den Preis der Nationalgalerie für junge Kunst. 2008 war er Gastprofessor an der Hochschule für bildende Künste Hamburg.
Er lebt und arbeitet in New York.

## Ausstellungen (Auswahl)
- Leopold-Hoesch-Museum / Günther-Peill-Forum, Düren, 2012
- Frans Hals Museum, Haarlem, Niederlande, 2009
- De Hallen Haarlem, Niederlande, 2009
- Museum Dhondt Dhaenens, Belgien, 2009
- Frans Hals Museum, Haarlem, Niederlande, 2008
- Museum für Moderne Kunst, Frankfurt/Main, 2008
- "Blutgeschwindigkeit", Museum Franz Gertsch, Burgdorf, Schweiz, 2008
- "Blutgeschwindigkeit", Staatliche Kunsthalle Baden-Baden, Baden-Baden, Deutschland, 2008
- Wakita Museum of Art, Karuizawa, Japan, 2005
- Joslyn Art Museum, Omaha, Nebraska, 2005
- „raumfürraum“, Kunsthalle Düsseldorf, Düsseldorf, 2004
- „Na(h)tanz“, Aspen Art Museum, Aspen, Colorado, 2004
- Gio Marconi, Mailand, 2002
- Leopold-Hoesch-Museum, Düren, Deutschland, 1997
- Kunsthalle Rostock, Rostock, 1994
- Kunstraum München e.V., 1992

## Preise
- Preis der Nationalgalerie für junge Kunst, 2000